# Aeroportul Fakfak
Aeroportul Fakfak (IATA: FKQ, ICAO: WASF) este un aeroport din Fakfak⁠(d), West Papua⁠(d), Indonezia ce deservește zona Fak Fak. A fost numit după zona deservită.
Situat la o altitudine de 140 m, aeroportul dispune de o singură pistă.